# FA Cup de 2018–19
A FA Cup de 2018–19 foi a 138ª edição do torneio de futebol mais antigo do mundo onde o campeão foi o Manchester City e o vice campeão foi o Watford. O Watford pela segunda vez em sua historia chega na final da FA Cup. Com o título do Manchester City, pela primeira vez um clube inglês conquista a tríplice coroa vencendo as três competições nacionais, nas quais são a Premier League, Copa da Inglaterra e Copa da Liga Inglesa.  
- Resultados: Manchester City 6X0 Watford Final
- Artilheiros: 
  - Pádraig Amond Newport County 5 Gols
  - Gabriel Jesus Manchester City 5 Gols